# Rivière Wacekamiw
La rivière Wacekamiw est un affluent de la baie Ganipi (qui est intégrée au réservoir Gouin), coulant dans le territoire de la ville de La Tuque, dans la région administrative de la Mauricie, dans la province au Québec, au Canada. Cette rivière coule dans les cantons de Chapman et de Marmette.
La foresterie constitue la principale activité économique de cette vallée ; les activités récréotouristiques, en second. La vallée de la rivière Wacekamiw est desservie par quelques routes passants aux environs du lac Lepage. Ces routes forestières se relient au sud à la route forestière 400 qui relie Parent au barrage Gouin.
La surface de la rivière Wacekamiw est habituellement gelée de la mi-novembre à la fin avril, toutefois la circulation sécuritaire sur la glace se fait généralement du début décembre à la fin de mars.

## Géographie
Les bassins versants voisins de la rivière Wacekamiw sont :
- côté nord : lac Mikisiw Amirikanan, baie Ganipi, lac Marmette, baie Eskwaskwakamak, lac Kawawiekamak, rivière Toussaint, lac McSweeney ;
- côté est : lac Marmette, baie Marmette Sud, lac Magnan (baie Sud), lac Nevers, lac Brochu ;
- côté sud : lac Lepage, rivière Nemio, lac Huguenin, lac Sulte, lac Sergent, ruisseau Pitchpine ;
- côté ouest : rivière Nemio, lac Bureau (baie du Nord et baie de l’Est), baie Thibodeau, lac du Mâle, baie Saraana.

La rivière Wacekamiw prend naissance à l’embouchure du lac Lepage (longueur : 10,0 km ; altitude : 412 m) situé dans le canton de Chapman, dans La Tuque. L’embouchure de ce lac de tête est située à :
- 4,8 km au sud de l’embouchure de la rivière Wacekamiw ;
- 9,3 km au sud de l’embouchure de la baie Ganipi[1].

À partir de l’embouchure du lac Lepage, le cours de la rivière Wacekamiw coule entièrement en zone forestière sur 5,6 km en recueillant deux décharges de lacs sur la rive est et deux autres sur la rive ouest.
La confluence de la rivière Wacekamiw avec le lac Mikisiw Amirikanan, soit une baie secondaire de la baie Ganipi, est située à :
- 9,3 km au sud de l’embouchure de la baie Ganipi ;
- 18,0 km au sud-est du centre du village de Obedjiwan ;
- 58,0 km au nord-ouest du barrage Gouin ;
- 104 km au nord-ouest du centre du village de Wemotaci ;
- 193 km au nord-ouest du centre-ville de La Tuque ;
- 297 km au nord-ouest de l’embouchure de la rivière Saint-Maurice (confluence avec le fleuve Saint-Laurent à Trois-Rivières).

La rivière Wacekamiw se déverse dans le canton de Marmette sur la rive sud du lac Mikisiw Amirikanan (longueur : 4,9 km ; altitude : 402 m), située sur la rive est de la baie Ganipi. De là, le courant coule sur 81,7 km selon les segments :
- 3,6 km vers le nord en traversant une baie secondaire non identifiée ;
- 7,1 km vers le nord jusqu’à la sortie de la baie Ganipi ;
- 22,6 km d’abord vers le nord-est pour contourner unepresqu’île, puis vers le sud-est en traversant la baie Marmette Sud jusqu’à la confluence du lac Chapman ;
- 7,3 km vers l’est, en contournant par le nord l’île de la Croix dans sa traversée du lac Nevers, jusqu’à son embouchure ;
- 41,1 km passant au sud de l’île Kaminictikotanak et en contournant par le nord une grande péninsule rattachée à la rive sud du réservoir Gouin ; vers le sud-est dans le bras Sud-Est du lac Brochu ; puis vers l'est dans la baie Kikendatch jusqu’au barrage Gouin.

À partir de ce barrage, le courant emprunte la rivière Saint-Maurice jusqu’à Trois-Rivières.

## Toponymie
Le terme Wacekamiw est d’origine autochtone.
Le toponyme rivière Wacekamiw a été officialisé le 31 mai 1984 à la Commission de toponymie du Québec.